# Thai Rath
Thai Rath (taj. ไทยรัฐ – „państwo tajskie”) – dziennik wydawany w Tajlandii. Został założony w 1950 roku. Jest najpopularniejszą tajskojęzyczną gazetą codzienną w kraju.